# Port Alice
Port Alice è un villaggio del Canada, situato in Columbia Britannica, nel distretto regionale di Mount Waddington.